# Số 9 định mệnh

Số 9 có phải là số định mệnh cho nhạc sĩ sáng tác giao hưởng ?.

Trong lịch sử âm nhạc, nhất là thời kì nhạc cổ điển, bản giao hưởng số 9 (symphony n°9) đã là bản giao hưởng cuối cùng của nhiều nhà soạn nhạc, nên đã có nhiều lời đồn đại rằng: đó là "lời nguyền của thứ chín" (tiếng Anh: curse of the ninth, tiếng Pháp: malédiction de la neuvième symphonie), nghĩa là số 9 định mệnh.
- Điển hình nhất là Ludwig van Beethoven mất năm 1827, khi bản giao hưởng số 9 của ông hoàn thành trước đó ít năm, mà ông không thể có "số 10".
- F. Schubert cũng có bản giao hưởng số 9 là sáng tác cuối cùng trong đời, hoàn thành năm 1828 (mãi 10 năm sau mới được công bố), sau đó thì mất.
- A. Dvořák có bản giao hưởng số 9 với tên bản giao hưởng thế giới mới, cũng là bản giao hưởng cuối cùng trong sự nghiệp sáng tác của ông.
- A. Bruckner cũng chỉ sáng tác được đến bản giao hưởng số 9 thì mất. Người ta cho rằng ông đã cố gắng tránh "lời nguyền của thứ chín" bằng cách đánh số một bản giao hưởng của mình là giao hưởng số 0 (tức symphony in D minor - Bruckner), nhưng ông cũng đã qua đời khi đang viết "số 9".
- G. Mahler biên soạn và công diễn bản giao hưởng số 9 vào năm 1910, thì ông mất năm 1911, bỏ dở "số 10" đang soạn.
- R.V. Williams là nhà soạn nhạc cận đại cũng chỉ dừng ở "số 9".

Còn J. Sibelius được đánh giá là sáng suốt khi dừng lại ở "số 8" và ông đã sống thêm được tới 33 năm.
Trong khi giới khoa học và âm nhạc cho rằng quan niệm số 9 định mệnh là một kiểu mê tín, thì quan niệm này vẫn tồn tại trong một số người, qua một số báo chí đại chúng. Ở Việt Nam đã có dạo rộ lên dưới tên gọi "Hội chứng giao hưởng số 9". Còn ở nước ngoài, tên của quan niệm này thậm chí đã là tiêu đề cho một tập ở bộ phim truyền hình "The Curse of the Ninth" (lời nguyền của thứ chín) trong loạt phim truyền hình Midsomer Murders (Án mạng ở Midsomer).

## Lược sử

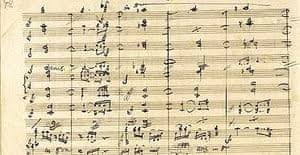
Một trang của bản thảo tổng phổ giao hưởng số 9 của Beethoven - bản giao hưởng cuối cùng. Bản thảo đã được bán với giá 1,9 triệu bảng Anh.

Arnold Schoenberg cho rằng sự mê tín này có thể có từ lâu, nhưng bắt đầu mạnh nhất từ khi Gustav Mahler đã viết Das Lied von der Erde (Bài ca của Trái Đất). Nhạc phẩm này về thực chất là một bản giao hưởng, nhưng lại "ngụy trang" giống như tổ hợp ca khúc cho nghệ sĩ độc tấu và dàn nhạc. Sau đó, ông viết bản giao hưởng sô 9 của mình và nghĩ rằng mình đã đánh bại định mệnh, nhưng ông đã chết khi biên soạn bản giao hưởng số10 chưa hoàn chỉnh. Schoenberg còn viết: "Có vẻ như số 9 là một giới hạn. Ai muốn vượt qua nó thì phải qua đời".

## Quan niệm đúng
Thoạt tiên, thì thấy số 9 như là một định mệnh thực sự đối với nhạc sĩ sáng tác giao hưởng. Tuy nhiên, khi nghiên cứu sâu hơn và nghiêm túc thì thấy không có "lời nguyền của thứ chín" được.
- Ngay cả Anton Bruckner (thầy của Mahler) cũng không đủ "điều kiện" cho lời nguyền, vì Bruckner chết trước khi đã hoàn thành bản giao hưởng số 10 khi tính cả bản giao hưởng ban đầu không đánh số (symphonie F).
- Tương tự như vậy, bản giao hưởng thế giới mới của Antonín Dvořák sẽ không được coi là số 9 vào thời đó, vì nhạc phẩm này được xuất bản là số 5, còn bốn bản giao hưởng trước đó của Dvořák chỉ xuất bản và công diễn sau khi ông qua đời. Ngoài ra, Dvořák coi bản nhạc giao hưởng đầu tiên của ông đã bị mất, gần 20 năm sau khi ông qua đời mới phát hiện ra, thêm 13 năm nữa mới có buổi biểu diễn đầu tiên.
- Heitor Villa-Lobos là nhạc sĩ thế kỷ XX có thể là người đầu tiên thách thức "lời nguyền" này bằng cách hoàn thành sáng tác 11 bản giao hưởng.
- Còn trường hợp Louis Spohr, nhạc sĩ nhạc cổ điển đã viết và hoàn thành bản giao hưởng số 10, nhưng sau đó ông không công bố và bản thảo chỉ tìm thấy sau khi ông mất.
- Alfred Schnittke đã từng là một trong những người từng được xem là "bằng chứng" cho lời nguyền này. Nhưng Schnittke đã viết bản giao hưởng n°0 (số không) và đã được công diễn, vì vậy tổng số của ông phải là mười.
- Alexander Glazunov đã hoàn thành giao hưởng số 9, nhưng ông còn sống và làm việc liên tục trong 26 năm tiếp theo.
- Quý ngài Malcolm Arnold đã hoàn thành bản giao hưởng số 9 của mình (op. 128) và ông đã sống thêm hai mươi năm nữa, đạt thành tựu đến op. 142.

Ngay cả những "ông tổ" trong nhạc cổ điển như Joseph Haydn, Michael Haydn và Wolfgang Amadeus Mozart hoàn toàn không có "liên quan" gì tới lời nguyền này. Đặc biệt là Mozart đã sáng tác tới 41 giao hưởng có đánh số và khoảng 17 giao hưởng không đánh số.
Tóm lại, quan niệm số 9 định mệnh hoặc lời nguyền của thứ chín là quan niệm mê tín.

## Xem đủ hơn
- Cooke, Deryck. Gustav Mahler: An Introduction to His Music. Cambridge: Cambridge University Press, 1995.
- Lebrecht, Norman. Mahler Remembered. New York: W.W. Norton, 1987.
- Mahler-Werfel, Alma. The Diaries, translated by Antony Beaumont. Ithaca, NY: Cornell University Press, 2000.
- Dan Stehman, Roy Harris: An American Musical Pioneer. Boston: Twayne Publishers (1984): 163 – 169